# Japonsko na Letních olympijských hrách 1968
Japonsko se účastnilo Letní olympiády 1968 v Mexiku. Zastupovalo ho 171 sportovců (146 mužů a 25 žen) v 18 sportech.

## Medailisté
| Medaile | Jméno | Sport                | Soutěž                            |
| ------- | --- | -------------------- | --------------------------------- |
| Zlato   | Jošinobu Mijake | Vzpírání             | Muži do 60 kg                     |
| Zlato   | Akinori Nakajama | Sportovní gymnastika | Muži hrazda                       |
| Zlato   | Jukio Endó Takeši Kató Akinori Nakajama Sawao Kató Micuo Cukahara Eizó Kenmocu | Sportovní gymnastika | Družstvo mužů                     |
| Zlato   | Sawao Kató | Sportovní gymnastika | Muži víceboj – jednotlivci        |
| Zlato   | Akinori Nakajama | Sportovní gymnastika | Muži bradla                       |
| Zlato   | Akinori Nakajama | Sportovní gymnastika | Muži kruhy                        |
| Zlato   | Sawao Kató | Sportovní gymnastika | Muži prostná                      |
| Zlato   | Munedži Munemura | Zápas                | muži, řecko-římský v lehké váze   |
| Zlato   | Jódžiró Uetake | Zápas                | muži, volný styl v bantamové váze |
| Zlato   | Masaaki Kaneko | Zápas                | muži, volný styl v pérové váze    |
| Zlato   | Šigeo Nakata | Zápas                | muži, volný styl v muší váze      |
| Stříbro | Kendži Kimihara | Atletika             | Muži maraton                      |
| Stříbro | Masuši Óuči | Vzpírání             | Muži do 75 kg                     |
| Stříbro | Jukio Endó | Sportovní gymnastika | Muži přeskok                      |
| Stříbro | Akinori Nakajama | Sportovní gymnastika | Muži prostná                      |
| Stříbro | Načiro Ikeda Masajuki Minami Kacutoši Nekoda Mamoru Širagami Isao Koizumi Kendži Kimura Jasuaki Micumori Džungo Morita Tadajoši Jokota Seidži Óko Tecuo Sató Kendži Šimaoka                                                                         | Volejbal             | turnaj mužů                       |
| Stříbro | Secuko Jošidaová Suzue Takajamaová Tojoko Iwaharaová Jouko Kasaharaová Aiko Onozawaová Jukijo Kodžimaová Sačiko Fukunakaová Kunie Šišikuraová Secuko Inoueová Sumie Oinumaová Makiko Furukawaová Keiko Hamaová                                      | Volejbal             | turnaj žen                        |
| Stříbro | Hideo Fudžimoto | Zápas                | muži, řecko-římský v pérové váze  |
| Bronz   | Eidži Morioka | Box                  | Muži do 54 kg)                    |
| Bronz   | Jošijuki Mijake | Vzpírání             | Muži do 60 kg                     |
| Bronz   | Akinori Nakajama | Sportovní gymnastika | Muži víceboj – jednotlivci        |
| Bronz   | Eizó Kenmocu | Sportovní gymnastika | Muži hrazda                       |
| Bronz   | Sawao Kató | Sportovní gymnastika | Muži kruhy                        |
| Bronz   | Takeši Kató | Sportovní gymnastika | Muži prostná                      |
| Bronz   | Kenzó Jokojama Hiroši Katajama Jošitada Jamaguči Micuo Kamata Takadži Mori Aritacu Ogi Teruki Mijamoto Masaši Watanabe Kunišige Kamamoto Ikuo Macumoto Rjúiči Sugijama Masakacu Mijamoto Šigeo Jaegaši Jasujuki Kuwahara Eizó Juguči Šuničiró Okano | Fotbal               | turnaj mužů                       |